# Chacabuco (Puna)
Chacabuco ist eine Ortschaft im Departamento Potosí im Hochland des südamerikanischen Anden-Staates Bolivien.

## Lage im Nahraum
Chacabuco liegt in der Provinz José María Linares und ist der viertgrößte Ort im Cantón Miculpaya im Municipio Puna. Die Ortschaft liegt auf einer Höhe von 3260 m im Quellbereich des Río Estanque, der flussabwärts über den Río Khoña Paya zum Río Miculpaya fließt.

## Geographie
Chacabuco liegt am südwestlichen Ende der Anden-Gebirgskette der Cordillera Central. Das Klima der Region ist ein typisches Tageszeitenklima, bei dem die mittlere Temperaturschwankung zwischen Tag und Nacht deutlicher ausfällt als zwischen Sommer und Winter.
Die Jahresdurchschnittstemperatur in der Region beträgt etwa 17 °C (siehe Klimadiagramm Betanzos), die Monatswerte schwanken nur unwesentlich zwischen 14 °C im Juni/Juli und 19 °C von November bis Januar. Die jährliche Niederschlagsmenge liegt bei knapp 500 mm, die Monate Mai bis September sind arid mit Monatswerten unter 15 mm, nur im Januar wird ein Niederschlag von 100 mm erreicht.

## Verkehrsnetz
Chacabuco liegt in einer Entfernung von 47 Straßenkilometern südöstlich von Potosí, der Hauptstadt des Departamentos.
Von Potosí aus führt die Nationalstraße Ruta 5 in östlicher Richtung nach Betanzos und weiter zur Hauptstadt Sucre. Zehn Kilometer hinter Betanzos überquert die Nationalstraße 5 den Río Khoña Paya, und drei Kilometer weiter zweigt eine asphaltierte Landstraße nach Süden ab und erreicht Chacabuco nach weiteren drei Kilometern.

## Bevölkerung
Die Einwohnerzahl der Ortschaft ist in dem Jahrzehnt zwischen den letzten beiden Volkszählungen um etwa ein Drittel zurückgegangen:
| Jahr | Einwohner         | Quelle       |
| ---- | ----------------- | ------------ |
| 1992 | keine Detaildaten | Volkszählung |
| 2001 | 374               | Volkszählung |
| 2012 | 237               | Volkszählung |
| 2024 |                   | Volkszählung |

Die Region weist einen hohen Anteil an Quechua-Bevölkerung auf, im Municipio Puna sprechen 98,3 Prozent der Bevölkerung Quechua.